# 투타 라르센
투타 라르센(러시아어: Тутта Лаpсeн, 본명: 타티야나 아나톨리예브나 로마넨코(Татьяна Анатoльeвна Poманeнкo), 1974년 7월 5일 ~ )는 러시아의 가수이다.